# Szczecin Drzetowo
Szczecin Drzetowo – przystanek kolejowy położony przy wiadukcie ul. Rugiańskiej w zachodniej części Drzetowa. Znajduje się na nieczynnej dla ruchu pasażerskiego linii do Trzebieży.

## Informacje ogólne
Przez kilka miesięcy w 1898 r. była to stacja końcowa linii, a od momentu otwarcia do poszerzenia granic Szczecina w 1939 r. była ostatnią w granicach miasta. Nieopodal stacji znajduje się przystanek ZDiTM „Rugiańska”.

## Plany na przyszłość
W ramach budowy systemu Szczecińskiej Kolei Metropolitalnej planowane jest przeprowadzenie modernizacji infrastruktury peronowej oraz budowa nowych przejść podziemnych. W okolicy dworca miałyby zostać utworzone parkingi oraz pętla autobusowa.